# Isoluoto, Vemo
Isoluoto är en ö i Finland. Den ligger i sjön Maarjärvi och i kommunen Vemo i den ekonomiska regionen Nystadsregionen och landskapet Egentliga Finland, i den sydvästra delen av landet, 190 km väster om huvudstaden Helsingfors. Öns area är 1,8 hektar och dess största längd är 280 meter i nord-sydlig riktning.